# Mengzhou (véhicule spatial)
Mengzhou (chinois : 梦舟 ; pinyin : Mèngzhōu ; litt. « vaisseau rêve ») est un véhicule spatial réutilisable développé et construit par la Société de sciences et technologies aérospatiales de Chine dans le cadre du programme spatial du pays. Il est destiné à servir de vaisseaux de transport d'astronautes et de cargo jusqu'à la station spatiale chinoise et à des missions vers la Lune.
Il reprend une architecture semblable au vaisseau Apollo avec un module de commande en forme de cône contenant l'habitacle dans lequel séjourne l'équipage et un module de service équipé de la propulsion, de deux panneaux solaires fournissant l'énergie ainsi que de tout ce qui n'est pas nécessaire au retour sur Terre. Ce dernier est largué avant la rentrée atmosphérique. Le vaisseau existera en deux versions, une de 14 tonnes dédiée à l'orbite basse capable d'emporter jusqu'à 7 astronautes, et une de 21,6 tonnes dédiée à l'orbite lunaire capable d'emporter jusqu'à 4 astronautes,.
Le premier vol orbital d'un prototype de taille réduite de la capsule a lieu en juin 2016, tandis qu'un vol du vaisseau à taille réelle mais sans système de survie a lieu en mai 2020.

## Historique
Le développement de ce nouveau véhicule est annoncé lors du 64e Congrès international d'astronautique qui se tient à Pékin du 23 au 27 septembre 2013. D'abord simplement appelé vaisseau spatial habité chinois de nouvelle génération (chinois : 新一代载人飞船 ; pinyin : XīnYīDài Zàirén Fēichuán), la CMSA annonce le 24 février 2024 que le véhicule est finalement baptisé Mengzhou (梦舟) soit « vaisseau rêve », nom choisi par un panel d'experts parmi près de 2000 propositions du public.

### Premier vol de test (du 25 au 26 juin 2016)
Un prototype inhabité à l'échelle 3/5 de la capsule de retour est lancé lors du premier vol de la Longue Marche 7 le 25 juin 2016 à 12h00 UTC. L'engin mesure 2,6 m de diamètre et 2,3 m de hauteur pour une masse d'environ 2,800 kg. La mission se concentre sur le profil de la rentrée atmosphérique ainsi que sur les performances du bouclier thermique. Le prototype est équipé de batteries, de moteurs d'orientation, d'un système de navigation, d'un bouclier thermique, d'un parachute ainsi que d'un système de communication et d'antennes capables de transmettre à travers le plasma lors de la rentrée atmosphérique afin d'éviter un blackout.
C'est également le premier vol de l'étage supérieur Yuanzheng-1A (YZ-1A) dont il s'agit d'une mission de démonstration. Capable d'opérer durant 48 h, le YZ-1A est une version améliorée du YZ-1 disposant d'une meilleure capacité de navigation et de manœuvre, d'un système de contrôle thermique et de planification d'orbite. Le prototype de capsule y reste attaché durant toute la mission en orbite, le YZ-1A se chargeant des manœuvres. Après environ 20 h de vol et une douzaine d'orbites autour de la Terre, le YZ-1A allume son moteur pour placer le prototype de capsule dans une trajectoire suborbitale de rentrée, après quoi il manœuvre de nouveau pour rester en orbite et poursuivre son vol de démonstration.
Durant la rentrée atmosphérique, le prototype collecte une grande quantité de données via des capteurs de température, de pression et de flux de chaleur afin d'analyser la performance du bouclier thermique. La capsule déploie ensuite un parachute supersonique de stabilisation, puis un parachute de freinage qui la ralentit pour permettre le déploiement du parachute principal. Le prototype se pose dans le désert de Badain Jaran le 26 juin à 7h41 UTC après un vol de 19 h et 41 min. De forts vents traînent la capsule sur une certaine distance mais la CMSA déclare que l'atterrissage est un succès complet,.

### Second vol de test (du 5 au 8 mai 2020)
Un prototype inhabité à taille réelle du vaisseau constitue la charge utile principale du premier vol de la Longue Marche 5B, version optimisée pour l'orbite basse et les modules de grande dimension, lancée le 5 mai 2020 à 10h00 UTC. Les objectifs de la mission sont assez similaires au vol EFT-1 du véhicule Orion de la NASA : tester une rentrée atmosphérique à grande vitesse et l'atterrissage de la capsule. Le prototype du vaisseau chinois de nouvelle génération mesure 8,8 m de long et 3,3 m de diamètre pour une masse de 21,6 t. Il est chargé d'environ 10 t d'ergol pour permettre des manœuvres orbitales d'importance ainsi que le test des pleines capacités du lanceur. Une fois en orbite, le vaisseau déploie ses panneaux solaires et une antenne de télécommunication afin de recevoir et transmettre des données avec les contrôleurs au sol.
Peu après sa mise en orbite, le vaisseau déploie un second véhicule accroché à l'arrière du module de service nommé "capsule d'essai de capsule de rentrée de cargaison gonflable flexible" (en chinois: 柔性充气式货物返回舱试验舱) et doté d'un bouclier thermique gonflable de 3 m de diamètre une fois déployé. Le prototype est censé atterrir 19 h après le décollage en Mongolie Intérieure mais sa rentrée atmosphérique se passe anormalement et il est perdu. Il est étudié dans le but de permettre du retour de cargo depuis la station spatiale chinoise.
Le prototype de vaisseau habité réalise 7 manœuvres à l'aide de sa propre propulsion afin de se placer progressivement dans une orbite elliptique d'environ 8 000 km d'apogée et de 41 degrés d'inclinaison. Durant son vol de 2 jours et 19 heures, le véhicule effectue 31 orbites autour de la Terre. Il amorce son retour sur Terre le 8 mai à 4h22 UTC en se plaçant sur une trajectoire suborbitale, puis largue son module de service à 5h33 UTC. La capsule atteint une vitesse de plus de 9 km/s durant la rentrée atmosphérique, simulant une trajectoire de retour de l'orbite lunaire. Elle ralentit ensuite sa descente à l'aide de deux parachutes de freinage puis de trois parachutes principaux. La capsule largue son bouclier thermique puis amortit le choc final avec le sol à l'aide de six airbags. L'atterrissage a lieu à 5h49 UTC en Mongolie Intérieure dans le désert du Dongfeng,,.
Le prototype emporte plus de 10 expériences scientifiques et techniques, dont plusieurs variétés de graines afin de tester leur exposition aux radiations des ceintures de Van Allen. À bord a lieu également la démonstration d'une imprimante 3D à matériaux composites renforcés de fibres qui imprime le logo de la CASC et une structure en nid d'abeilles, similaire à celle du vaisseau. Un système Ethernet est également à bord, transmettant des images en haute définition et testant la synchronisation d'horloge interne avec le sol. Les charges utiles et expériences sont extraites de la capsule le 29 mai lors d'une cérémonie tenue à Pékin et remises aux scientifiques, de même qu'un drapeau du Pakistan et un autre de l'Argentine qui sont restitués à leur ambassadeur respectif lors de l'évènement.

## Caractéristiques techniques

### Architecture
Mengzhou abandonne l'héritage du vaisseau Shenzhou, lui même tiré du Soyouz, pour une architecture similaire au module de commande Apollo ou au vaisseau Orion de la NASA. Il est composé d'un module de retour (en chinois: 返回舱) de forme conique où séjournent les astronautes, et d'un module de service (en chinois: 服务舱) cylindrique contenant toutes les fonctions non nécessaires au retour sur Terre, dont la propulsion principale. Le système de Guidage, Navigation et Contrôle est conçu pour être grandement automatisé et capable de manœuvrer le vaisseau indépendamment du contrôle au sol. Le vaisseau est doté d'un port d'amarrage et d'un écoutille similaire au NASA Docking System protégés par un cône amovible, tandis que l'énergie est fournie par deux panneaux solaires. Il est capable de voler librement durant 21 jours avec un équipage, et 2 ans amarré à une station spatiale ou à un véhicule interplanétaire. Son Delta-V est évalué à 2 000 m/s en version lunaire.
| Caractéristiques      | Nouveau vaisseau habité (configuration lunaire) | Orion             | Shenzhou                                             |
| --------------------- | ----------------------------------------------- | ----------------- | ---------------------------------------------------- |
| Longueur              | 8,8 m                                           | 7 m               | 8,65 m                                               |
| Diamètre              | 3.3 m                                           | 5,02 m            | 2,8 m                                                |
| Masse totale (ergols) | 21,6 t (11,6 t)                                 | 21,25 t (7,9 t)   | 7,8 t (1,1 t)                                        |
| Delta-V               | 2000 m/s                                        | 1350 m/s          | 380 m/s                                              |
| Source d'énergie      | Panneaux solaires                               | Panneaux solaires | Panneaux solaires                                    |
| Durée mission         | 21 jours                                        | 21 jours          | 15 jours                                             |
| Taille équipage       | 4                                               | 4                 | 3                                                    |
| Mode d'atterrissage   | parachutes et airbags                           | parachutes        | parachutes et moteurs fusées pour vitesse résiduelle |
| Zone d'atterrissage   | terre                                           | mer               | terre                                                |

### Module de retour

#### Généralités
Le module de retour a une forme conique différente de celle en cloche de Shenzhou. D'une masse d'environ 5,6 t et d'un diamètre de 3,3 m pour une hauteur de 3 m,, la capsule est dotée d'un bouclier thermique ablatif qui lui permet d'endurer une rentrée atmosphérique à la seconde vitesse cosmique, c'est-à-dire en revenant de l'orbite lunaire. La capsule peut accommoder de 2 à 6 astronautes pour une mission en orbite basse, ou bien 3 astronautes et 500 kg de cargo vers la station spatiale chinoise. On trouve à son extrémité un mécanisme d'amarrage et une écoutille semblable au NASA Docking System, autour duquel se situent des capteurs et des petits propulseurs. L'ensemble est protégé par un bouclier amovible, similaire à celui du Crew Dragon de SpaceX. La capsule possède un volume intérieur double de celui de Shenzhou, qui peut être divisé en une zone de travail, une salle à manger, une zone de divertissement et des sanitaires. La capsule de retour est conçue pour être réutilisée jusqu'à 10 fois afin de réduire les coûts,.

#### Système d'atterrissage
La rentrée atmosphérique utilise la technique du rebond atmosphérique, c'est-à-dire que la capsule rebondit sur l'atmosphère lors de sa rentrée, afin de perdre de la vitesse de façon plus graduelle, technique également utilisée avec le module de commande Apollo et la mission Chang'e 5 T1. Lors de l'atterrissage la capsule est ralentie par deux parachutes de freinage puis 3 parachutes principaux. Le bouclier thermique est ensuite largué, permettant aux 6 airbags se situant dessous de se gonfler afin d'amortir l'impact final avec le sol. En cas de nécessité la capsule peut également atterrir en mer. Sa coque externe est conçue pour être démontée et remplacée entre les vols et n'est pas incorporée à la structure comme sur Shenzhou. Le site d'atterrissage se trouve en Mongolie-Intérieure, non loin du centre spatial de Jiuquan.

### Module de service
Le module de service de forme cylindrique mesure 5,8 m de long (en configuration lunaire) pour 3 m de diamètre, et possède deux panneaux solaires fournissant l'énergie électrique stockée dans des batteries, ainsi qu'une antenne grand gain déployée une fois en orbite. Il contient des réservoirs d'oxygène et d'hydrogène pour la production d'énergie via des piles à combustible, permettant également de produire de l'oxygène et de l'eau pour les besoins de l'équipage. Le module de service contient de plus des systèmes de guidage et des capteurs, un système de contrôle thermique, ainsi que des réservoirs de carburant pour les RCS. La propulsion principale est assurée par 4 tuyères. Il est largué avant la rentrée et se consume dans l'atmosphère,.